# Volo South African Airways 295
Il volo South African Airways 295 era un volo passeggeri di linea internazionale dall'aeroporto internazionale di Chiang Kai-shek, Taiwan, all'aeroporto Internazionale O.R. Tambo, Sudafrica, con scalo intermedio all'aeroporto Internazionale Sir Seewoosagur Ramgoolam, Mauritius. Il 28 novembre 1987, un Boeing 747 Combi operante il volo subì un catastrofico incendio nella stiva durante la fase di crociera, si disintegrò a mezz'aria e precipitò nell'Oceano Indiano ad est di Mauritius, provocando la morte di tutti i 159 a bordo. Un'ampia operazione di salvataggio venne effettuata per cercare di recuperare le scatole nere, una delle quali fu trovata ad una profondità di 4 900 metri (16 100 ft).
L'inchiesta ufficiale, guidata dal giudice Cecil Margo, non fu in grado di determinare la causa dell'incendio. Questa mancanza di conclusioni portò all'avanzamento di teorie cospirazioniste e ad una successiva indagine post-apartheid, negli anni seguenti l'incidente.

## L'aereo
Il velivolo coinvolto nell'incidente era un Boeing 747-244BM Combi, marche ZS-SAS, numero di serie 22171, numero di linea 488. Volò per la prima volta il 12 novembre 1980 e venne consegnato a South African Airways pochi giorni dopo, il 24 novembre. Era alimentato da 4 motori turboventola Pratt & Whitney JT9D-7Q. Al momento dell'incidente, l'aereo aveva poco più di 7 anni.
Il modello Boeing 747-200B Combi consente di avere sul ponte principale sia passeggeri che merci in base ai fattori di carico su una determinata rotta e alle norme del compartimento di classe B. Sul volo 295 c'erano 140 passeggeri e sei pallet. Il manifesto di carico affermava che erano caricati sull'aereo 47.000 chilogrammi (104.000 libbre) di bagagli e merci. Un funzionario doganale di Taiwan effettuò un'ispezione a sorpresa di alcune merci, non trovando però alcun carico che potesse essere definito sospetto.

## L'equipaggio
L'equipaggio era composto dal comandante Dawie Uys, 49 anni, con 13 843 ore di esperienza di volo; dal primo ufficiale 36enne David Attwell e dal trentasettenne secondo ufficiale Geoffrey Birchall, rispettivamente con 7 362 e 8 749 ore di volo; dagli ingegneri di volo Giuseppe "Joe" Bellagarda, 45 anni, e Alan Daniel, 34 anni, rispettivamente con 7 804 ore e 1 595 ore di volo.

## L'incidente
Trentaquattro minuti dopo la partenza, l'equipaggio contattò il controllo del traffico aereo di Hong Kong allo scopo di ottenere l'autorizzazione per procedere dal waypoint ELATO al waypoint ISBAN. Vennero inviati rapporti di posizione, una volta raggiunti ELATO (22°19′N 117°30′E - alle 15:03:25), SUNEK (alle 15:53:52), ADMARK (alle 16:09:54) e SUKAR (12°22′N 110°54′E - alle 16:34:47). L'aereo inviò inoltre un rapporto di routine alla base di South African Airways a Johannesburg alle 15:55:18.
Ad un certo punto, durante il volo, probabilmente durante l'inizio della fase di avvicinamento, si sviluppò un incendio nella sezione di carico del ponte principale, che non venne estinto prima dell'impatto. La lista di controllo "espulsione fumo" avrebbe richiesto la depressurizzazione dell'aeromobile e l'apertura di due porte della cabina. Non esistono prove che tale lista sia stata eseguita o che le porte siano state aperte. Un membro dell'equipaggio potrebbe essere entrato nella stiva per cercare di contrastare l'incendio. Un estintore carbonizzato venne successivamente recuperato dal relitto, e su di esso gli investigatori trovarono metallo fuso.
Le fiamme iniziarono a distruggere gli importanti sistemi elettrici dell'aeromobile, con conseguente perdita delle comunicazioni e del controllo dell'aeromobile. Alle 00:07 UTC (04:07 ora locale), l'aereo si disintegrò a mezz'aria e i detriti precipitarono nell'Oceano Indiano, circa 134 miglia nautiche (248 km) dall'aeroporto. Un'altra teoria era che il 747 fosse precipitato intero dopo la morte dell'equipaggio causata dal fumo e dal fuoco.

## Ricerca e soccorso
Quando l'Helderberg informò per l'ultima volta il controllo del traffico aereo circa la sua posizione, il rapporto venne erroneamente inteso dal controllore come relativo alla distanza dall'aeroporto piuttosto che dal suo successivo waypoint, il che portò la successiva ricerca a concentrarsi troppo vicino alle Mauritius. La Marina degli Stati Uniti inviò aerei da Diego Garcia, che vennero utilizzati per condurre operazioni di ricerca e soccorso immediate in collaborazione con la Marina francese. Quando i primi detriti furono localizzati 12 ore dopo l'incidente, si erano spostati considerevolmente dal luogo dell'impatto. Macchie di olio e otto corpi mostranti segni di trauma apparvero sulla superficie dell'acqua. Tutti i 140 passeggeri e 19 membri dell'equipaggio erano morti nello schianto.
Il Sudafrica inviò un totale di sei navi nell'area di ricerca.
Dopo il recupero dei detriti da 4 000 metri (13 000 ft) sotto la superficie dell'oceano, la fusoliera e l'interno della cabina vennero parzialmente riassemblati in uno degli hangar di South African Airways all'aeroporto Jan Smuts. Lì vennero esaminati e infine esposti al personale della compagnia e a membri selezionati del pubblico.

## Le indagini
Rennie Van Zyl, capo investigatore del Sudafrica, esaminò tre orologi da polso da un bagaglio recuperato dalla superficie; due di essi funzionavano ancora secondo l'ora di Taiwan. Van Zyl dedusse l'orario approssimativo di impatto dall'unico orologio che si era fermato. L'aereo si era schiantato alle 00:07:00, circa tre minuti dopo l'ultima comunicazione con il controllo del traffico aereo. Immediatamente dopo l'incidente, la stampa e l'opinione pubblica sospettarono che l'Helderberg fosse stato abbattuto da terroristi. Gli esperti cercarono gli indicatori di un'esplosione sui primi pezzi di relitto scoperti, ma non trovarono nessuna prova. Prelevarono inoltre campioni di sangue da due dei corpi recuperati e scoprirono che presentavano fuliggine nelle trachee; questo indicava che almeno due erano morti per inalazione di fumo prima dell'impatto, e conclusero che alcuni passeggeri avrebbero perso la vita anche se i piloti fossero riusciti a raggiungere l'aeroporto.
I Sudafricani effettuarono una ricerca subacquea, denominata Operation Resolve, per cercare di localizzare il relitto. I localizzatori subacquei (ULB), collegati ai registratori di volo, non erano progettati per il funzionamento in acque profonde. Fu eseguita una ricerca sonar di due mesi prima che gli sforzi cessarono l'8 gennaio 1988, quando si sapeva che ormai gli ULB avevano smesso di trasmettere (all'epoca potevano generare impulsi sonori per 30 giorni). Steadfast Oceaneering, una società statunitense specializzata nel recupero in oceani profondi, venne contattata per trovare il sito e recuperare i registratori di volo. L'area di ricerca aveva le dimensioni comparabili a quella del RMS Titanic, con una profondità di 5 000 metri (16 000 ft), considerevolmente più profonda di qualsiasi operazione di salvataggio precedentemente riuscita. Il relitto venne trovato due giorni dopo da Steadfast Oceaneering.
Vennero trovati tre campi di detriti: 19°10′30″S 59°38′00″E, 19°09′53″S 59°38′32″E e 19°09′15″S 59°37′25″E. Queste posizioni sono state distanziate di 1,5 km, 2,3 km e 2,5 km, a indicare che l'aereo si disintegrò a mezz'aria. Il 6 gennaio 1989, il registratore vocale della cabina di pilotaggio (CVR) fu recuperato con successo da una profondità record di 4 900 metri (16 100 ft) dal sottomarino a comando remoto Gemini, ma il registratore dei dati di volo non venne mai ritrovato.
Van Zyl portò il registratore vocale presso la sede del National Transportation Safety Board (NTSB) degli Stati Uniti a Washington, per mostrare buona volontà e garantire osservatori neutrali. Van Zyl ritenne che se avesse tenuto il CVR in Sudafrica, avrebbe potuto essere accusato di nascondere la verità. Il contenuto del CVR era degradato (ma ancora funzionale), poiché era rimasto nell'oceano per quattordici mesi. Circa 28 minuti dopo l'inizio della registrazione, il CVR riportò il suono dell'allarme antincendio. Quattordici secondi dopo, gli interruttori iniziarono a scattare. Gli investigatori ritennero che si erano guastati circa 80 interruttori automatici. Il cavo del CVR si guastò 81 secondi dopo il primo allarme.
Van Zyl scoprì che l'incendio si originò dal pallet anteriore destro. Il manifesto di carico affermava che il pallet conteneva principalmente computer in imballaggi di polistirolo. Gli investigatori affermarono che le fiamme entrarono probabilmente in contatto con l'imballaggio e produssero gas che si accumularono vicino al soffitto; questi si accesero in un lampo che colpì l'intera stiva. L'incendio del carico non bruciò a meno di un metro sopra il pianale di carico. Le pareti e il soffitto della stiva subirono gravi danni. Van Zyl concluse la sua indagine senza scoprirne l'origine.
Il rapporto ufficiale rivelò la presenza di apparecchiature informatiche e suggerì che una possibile causa avrebbero potuto essere le batterie al litio contenute nei computer che sarebbero esplose spontaneamente, sebbene ciò non fosse indicato come causa conclusiva dell'incendio.

### La commissione Margo
Una commissione d'inchiesta ufficiale venne presieduta dal giudice Cecil Margo, con la cooperazione dell'NTSB e del costruttore dell'aereo, Boeing.
Il rapporto ufficiale stabilì che mentre l'Helderberg si trovava sopra l'Oceano Indiano, si verificò un incendio nella stiva del ponte principale, originato dal pallet anteriore destro. Le parti recuperate dal fondo dell'oceano mostravano danni subiti a temperature superiori a 300 °C; test dimostrarono che sarebbero state necessarie temperature di 600 °C per fondere una racchetta da tennis in fibra di carbonio recuperata dal mare. L'incendio danneggiò e distrusse i sistemi elettrici dell'aeromobile con conseguente perdita di molti strumenti nella cabina di pilotaggio, impedendo all'equipaggio di determinare la propria posizione. Il motivo dello schianto non venne mai identificato oltre ogni ragionevole dubbio, ma nel rapporto ufficiale vennero elencate due possibilità: in primo luogo, che l'equipaggio fu inabilitato dal fumo penetrato nella cabina di pilotaggio; e in secondo luogo, che il fuoco indebolì la struttura provocando la separazione della coda. La commissione concluse che non era possibile attribuire la colpa a nessuno per l'incendio, eliminando qualsiasi preoccupazione relativa al terrorismo. Nel rapporto venne scritto che il produttore "contestò" qualsiasi possibilità di una rottura dell'aeromobile, pertanto la commissione non andò oltre la semplice menzione dei due possibili scenari.
Gli investigatori stabilirono che le inadeguate strutture di rilevamento e soppressione degli incendi nelle stive di carico di classe B (il tipo utilizzato a bordo del 747-200 Combi) erano la causa principale della perdita dell'aeromobile. L'incidente mandò un segnale alle autorità aeronautiche di tutto il mondo: i regolamenti relativi a quel tipo di stive erano molto indietro rispetto alla crescita delle loro capacità. La fonte esatta non fu mai determinata, ma il rapporto concluse che c'erano prove sufficienti per confermare che l'incendiò bruciò per un tempo tale da causare danni strutturali.

### Il progetto del combi
L'incidente fu il primo causato da un incendio su Boeing 747 combi e uno dei pochi su velivoli a fusoliera larga. Barry Strauch dell'NTSB visitò il quartier generale di Boeing per chiedere informazioni sul design del combi. Il test antincendio non corrispondeva esattamente alle condizioni della stiva dell'Helderberg; in conformità con le norme federali statunitensi, durante quegli anni comportava il solo l'incendio di una balla di foglie di tabacco. Nel test del combi, il fuoco rimase intrappolato nella stiva. L'aria nella cabina passeggeri era progettata per avere una pressione leggermente superiore rispetto a quella nell'area di carico, quindi, se un membro dell'equipaggio avesse aperto la porta della stiva, l'aria della cabina passeggeri sarebbe confluita nell'area di carico, fermando la fuoriuscita di eventuali fumi o gas.
Gli investigatori idearono un nuovo test che coinvolgesse una stiva con condizioni simili a quelle del volo 295; le coperture di plastica e i pallet extra fornirono combustibile per il fuoco, che si diffuse rapidamente prima di generare abbastanza fumo per attivare gli allarmi antincendio. L'incendio ottenuto riscaldò l'aria nella stiva, che raggiunse una pressione più alta del normale e superò il differenziale tra la stiva e la cabina passeggeri. Quando venne aperta la porta, fumi e gas finirono quindi nella cabina.
Il test, insieme alle prove recuperate dal sito dell'incidente, dimostrarono agli investigatori che l'uso da parte del 747 combi di una stiva di classe B non offriva una protezione antincendio sufficiente per i passeggeri. La FAA confermò questo risultato nel 1993 con una propria serie di test.
Dopo l'incidente, South African Airways interruppe l'uso del Combi e la Federal Aviation Administration introdusse nel 1993 nuove norme, specificanti il fatto che la lotta antincendio manuale non dovrebbe essere il principale mezzo di soppressione degli incendi nel vano di carico del ponte principale. Il rispetto di questi nuovi standard richiese aumenti di peso, che resero il 747 combi non più economicamente vantaggioso. Tuttavia, rimase in vendita fino al 2002, quando l'ultimo 747-400 combi venne consegnato a KLM.

## Teorie del complotto sull'origine dell'incendio
Nel gennaio 1992, il giornale della Royal Aeronautical Society (RAeS) riferì che l'inchiesta sull'incendio del volo SAA 295 poteva essere riaperta, poiché la compagnia aerea avrebbe presumibilmente confermato che i suoi aerei passeggeri trasportavano merci per Armscor, un'agenzia di armi sudafricana. Il giornale, Aerospace, affermò: "È noto che l'equipaggio e i passeggeri furono sopraffatti da un incendio nel ponte principale, e l'accensione di carburante per missili è una delle cause sospettate". Una denuncia contro il giornale che pubblicò per la prima volta le accuse, Weekend Star, venne presentata da Armscor.
L'inchiesta non venne riaperta, e questo potrebbe essere il motivo per cui, negli anni successivi, sorsero una serie di teorie complottiste sulla natura del carico che causò l'incendio, che successivamente aumentarono i dubbi del pubblico sull'esito dell'indagine iniziale. Esempi di tali teorie includono:
- La SADF stava contrabbandando mercurio rosso sul volo per il progetto della bomba atomica.
- I rapporti dell'indagine del Project Coast suggerivano che c'era un manifesto di carico che mostrava che 300 grammi di carbone attivo erano stati collocati a bordo dell'Helderberg, portando alla speculazione che questa sostanza avesse causato l'incendio.[19]

Lo spettacolo televisivo Carte Blanche dedicò un'indagine a riguardo di queste accuse.

### La teoria di David Klatzow
Il dottor David Klatzow è uno degli scienziati forensi che, per sua stessa ammissione, fu tenuto a lavorare sul caso durante il periodo dell'indagine ufficiale. Criticò la commissione Margo per aver trascorso una quantità eccessiva di tempo a cercare di rispondere a "questioni relativamente irrilevanti" invece di indagare riguardo a domanda più importanti: qual era la fonte dell'incendio e chi era stato il responsabile del suo caricamento sull'aereo. Klatzow ritiene che vi siano irregolarità in alcune parti della trascrizione del CVR, segno che, secondo lui, la commissione stesse nascondendo qualcosa.
Klatzow avanzò, e sostiene tuttora, una teoria secondo cui le fiamme si svilupparono da sostanze che normalmente non avrebbero dovuto essere trasportate su un aereo passeggeri, e non derivavano da legno, cartone o plastica. Il Sudafrica era soggetto ad un embargo sulle armi in quel momento; il governo doveva quindi acquistarle clandestinamente. La sua teoria postula che il governo sudafricano mise un sistema missilistico nella stiva, e che le vibrazioni causarono l'accensione del perclorato di ammonio instabile, un composto chimico usato come propellente missilistico.
Klatzow sostiene che la conversazione dell'equipaggio suggerisce che l'incendio era iniziato sopra il Mar Cinese Meridionale, poco dopo il decollo; ciò indicava che il registratore vocale non aveva funzionato per un lungo periodo o che era stato spento (i registratori vocali della cabina di pilotaggio negli aerei, in quegli anni, registravano solo 30 minuti). In tal caso, che era probabile che un numero cospicuo di passeggeri era già morto a causa dell'inalazione di fumo dal primo incendio. Klatzow ritiene che la teoria sia coerente con i rapporti secondo cui la maggior parte dei passeggeri si trovava nella zona di prima classe nella parte anteriore dell'aeromobile, poiché il fumo proveniente dalla cabina posteriore li costrinse ad avanzare. Il capitano non fece atterrare l'aereo subito dopo l'incendio, sostiene Klatzow, perché se lo avesse fatto sarebbe stato arrestato per aver messo in pericolo la vita dei passeggeri e avrebbe causato gravi danni al Sudafrica. Klatzow sostiene che al capitano, un riservista dell'Aeronautica sudafricana, sarebbe stato ordinato di continuare il viaggio verso il Sudafrica nella speranza di raggiungerlo prima del cedimento dell'integrità strutturale dell'aeromobile. Questi punti sono stati confutati da altri esperti.
Il 20 luglio 2011, il capitano Clair Fichardt, un pilota di South African Airways ormai in pensione, annunciò di aver rilasciato una dichiarazione in merito alle parti mancanti del CVR, dopo essere stato convinto a farlo da Klatzow. Fichardt affermò che il capitano James Deale ammise di aver consegnato i nastri al capitano Mickey Mitchell, che era il capo pilota del centro di controllo di Johannesburg nella notte dello schianto. Deale avrebbe inoltre dichiarato che Gert van der Veer, CEO di SAA, e l'avvocato Ardie Malherbe erano presenti durante il trasferimento dei nastri.

## Indagini Post-apartheid
Nel 1996, la Commissione per la verità e la riconciliazione (TRC), istituita dal governo sudafricano post-apartheid, indagò sulle atrocità dell'era dell'apartheid. In particolare, l'incidente dell'Helderberg fu analizzato per determinare se ci fossero verità dietro le teorie del complotto che affermavano che la Commissione Margo aveva nascosto o perso qualsiasi prova implicante il precedente governo. David Klatzow venne invitato dal TRC a spiegare le sue teorie e a interrogare i testimoni. A differenza della maggior parte delle altre audizioni del TRC, quella del volo SAA 295 fu condotta a porte chiuse, e senza alcuna dichiarazione da parte dell'Autorità per l'aviazione civile sudafricana (CAA); Klatzow riteneva la CAA inaffidabile poiché aveva partecipato all'inchiesta ufficiale, che considerava sconclusionata. Numerosi aspetti chiave della teoria di Klatzow si basavano sulla sua critica delle azioni del giudice Margo durante l'indagine ufficiale, eppure egli non venne convocato per rispondere a nessuna delle accuse mosse contro di lui.
La commissione concluse che nulla elencato nel manifesto del carico avrebbe potuto causare l'incendio. A seguito di pressioni pubbliche, i registri del TRC vennero resi di dominio pubblico nel maggio 2000. Dopo aver ricevuto i documenti, il ministro dei trasporti Dullah Omar dichiarò che l'inchiesta sarebbe stata riaperta se fossero state scoperte nuove prove. La polizia aveva il compito di indagare sull'eventuale presenza di nuove prove e di formulare una raccomandazione al ministro. Nell'ottobre 2002, il ministro annunciò che non erano state trovate nuove prove per giustificare la riapertura dell'inchiesta.
Nel 25º anniversario dello schianto, Peter Otzen Jnr, figlio di una delle vittime, annunciò che stava per contattare la Corte costituzionale sudafricana nel tentativo di riaprire la commissione d'inchiesta sul disastro. A tal fine, ottenne dichiarazioni giurate da ex dipendenti della SAA che non avevano mai fornito prove. Un australiano, Allan Dexter, rilasciò una dichiarazione giurata al sig.Otzen affermando di essere stato informato dal manager di SAA dell'aeroporto di Taipei che l'Helderberg trasportava carburante per missili, che aveva causato l'incidente.

## Nuove teorie
Nel 2014, il giornalista investigativo sudafricano Mark D. Young presentò una teoria secondo cui un corto circuito nell'elettronica di bordo potrebbe aver causato l'incendio. Un arco elettrico deriva dall'azione dell'umidità quando l'isolamento dei fili sotto tensione è danneggiato. Potrebbe formarsi una corrente di dispersione verso un altro filo danneggiato con la rispettiva differenza di potenziale. Il flashover risultante può raggiungere temperature fino a 5.000 °C. Questa temperatura è sufficiente per accendere le coperte di isolamento termo-acustico che erano ancora utilizzate fino alla fine degli anni '90. Un tale cortocircuito causò un incendio a bordo del volo Swissair 111, provocando l'incidente dell'aereo nel 1998.

## Le vittime
Le autorità taiwanesi hanno dichiarato che 58 passeggeri hanno iniziato a volare a Taipei, tra cui 30 cittadini taiwanesi, 19 sudafricani, 47 giapponesi, due mauriziani, un danese, un olandese, un britannico e un tedesco occidentale. Gli altri passeggeri erano trasferiti da altri voli in arrivo a Taipei e pertanto la loro nazionalità non era nota alle autorità taiwanesi.
Almeno due passeggeri sono morti per inalazione di fumo. Il resto è morto a causa del trauma estremo riportato nello schianto.
Tra i passeggeri c'era Kazuharu Sonoda, un wrestler professionista giapponese noto anche come Haru Sonoda e Magic Dragon, e sua moglie, che stavano viaggiando come parte della loro luna di miele. Sono stati offerti e inviati sul volo dal presidente dell'All Japan Pro Wrestling Giant Baba per apparire in uno spettacolo di wrestling in Sud Africa, promosso dal collega wrestler Tiger Jeet Singh.

## Nella cultura di massa
L'incidente è rappresentato nella quinta stagione della serie Indagini ad alta quota, nell'episodio "Fumo dalla cabina".